# شوبیش هال
شوبیش هال (به آلمانی: شوئبیش هال) یک Große Kreisstadt، شهر و شهر در آلمان است که در شوبیش هال واقع شده‌است.

## خواهرخوانده
شهرهای اپینال، لافبورو، لاپرنتا، نوی‌اشترلیتز، زاموشچ و بالیکسیر و و شهر رشت خواهرخوانده‌های شوبیش هال هستند.